# 상위 메모리 영역

상위 메모리 영역은 640 KB와 1024 KB 사이에 위치한다.

상위 메모리 영역(upper memory area, UMA)은 IBM PC 호환기종 컴퓨터에서 640KiB와 1024KiB 사이의 주소(A0000h–FFFFFh)를 가진 메모리 영역이다. IBM PC의 8088 CPU는 최대 1024KiB까지의 메모리 주소 한계를 가지고 있는데 IBM은 이중 384KiB를 ROM과 주변기기 등에 할당하였다.
그런데 많은 경우, 이 384KiB 분의 메모리 주소는 전부 사용되지 않았고, 640 킬로바이트의 장벽 문제가 대두됨에 따라 UMA의 사용되지 않는 영역에 RAM을 할당하는 기술이 생겨났다. 이렇게 UMA 내에 RAM을 할당한 부분을 상위 메모리 블록(upper memory blocks, UMBs)이라고 한다.

## 같이 보기
- 보호 모드
- 리얼 모드
- 기본 메모리
- 중첩 확장 메모리 규격
- 연속 확장 메모리 규격